# Чёрная Речка (река, впадает в Финский залив)
Чёрная Речка (устар. фин. Sapaoja), в верховьях Сапаоя — река в Ломоносовском районе Ленинградской области.

## Общие сведения
Длина реки 21 км, площадь водосборного бассейна 96,2 км². Сапаоя вытекает из Чёрного озера. Общее направление течения реки с юга на север. Впадает в Финский залив в посёлке Большая Ижора.
В реку впадает левый приток Ляхиоя (исток Таменгонское болото). Своими многочисленными притоками сообщается с озером Чёрным и с рекой Чёрной (приток реки Коваши). При сильных паводках происходит подтопление части Большой Ижоры.
На берегах расположены также несколько дачных посёлков.

## Данные водного реестра
По данным государственного водного реестра России относится к Балтийскому бассейновому округу, водохозяйственный участок реки — Реки бассейна Финского залива от северно. Относится к речному бассейну реки Нарва (российская часть бассейна).
Код водного объекта в государственном водном реестре — 01030000712102000025383.